# Oliver Tarney
Oliver Tarney é um sonoplasta e editor de som britânico. Como reconhecimento, foi nomeado ao Oscar 2016 na categoria de Melhor Edição de Som|Melhor Edição de Som por The Martian.